# Sulcarius ustulatus
Sulcarius ustulatus là một loài tò vò trong họ Ichneumonidae.